# Nanorana medogensis
Nanorana medogensis är en groddjursart som först beskrevs av Fei och Ye in Fei 1999.  Nanorana medogensis ingår i släktet Nanorana och familjen Dicroglossidae. IUCN kategoriserar arten globalt som otillräckligt studerad. Inga underarter finns listade i Catalogue of Life.